# Vittorio Bissaro
Vittorio Bissaro, né le 1er juin 1987 à Vérone, est un skipper italien. 

## Biographie
Il participe à la compétition de voile aux Jeux olympiques d'été de 2016 à Rio de Janeiro et il se classe 5e dans la discipline du Nacra 17 avec sa coéquipière Silvia Sicouri.

## Palmarès
| Compétition                       | 2013 | 2014 | 2015 | 2016 | 2017 | 2018 | 2019 |
| --------------------------------- | ---- | ---- | ---- | ---- | ---- | ---- | ---- |
| Championnats du monde de Nacra 17 | 8e   | 4e   | 6e   | 3e   | 12e  | 7e   |      |
| Championnats d'Europe de Nacra 17 | 8e   | 2e   | 3e   | -    | 10e  |      |      |